# Silver City (Idaho)
Silver City es un despoblado en el noroeste del condado de Owyhee, Idaho, Estados Unidos, que aparece en el Registro Nacional de Lugares Históricos (NRHP). En su apogeo en la década de 1880, era una ciudad minera de oro y plata con una población de alrededor de 2.500 y aproximadamente 75 negocios.

## Descripción
Silver City sirvió como sede del condado de Owyhee de 1867 a 1934. Hoy en día, la ciudad tiene alrededor de 70 edificios en pie, todos los cuales son de propiedad privada. Muchos de los propietarios son descendientes de tercera o cuarta generación de los mineros originales. Hay un puñado de pequeñas empresas, pero no gasolineras ni estaciones de servicio. La propiedad es ahora propiedad del gobierno federal, supervisada por la Oficina de Administración de Tierras.

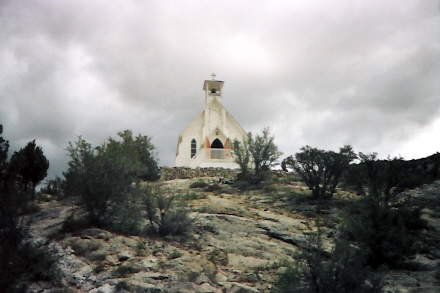
Nuestra Señora de las Lágrimas, Silver City

Silver City fue fundada en 1864 poco después de que la plata fuera descubierta en la cercana Montaña War Eagle (elev. 8065 pies (2458 m)). El asentamiento creció rápidamente y pronto fue considerado una de las principales ciudades del territorio de Idaho. El primer periódico diario y la oficina de telégrafos en Idaho Territory se establecieron en Silver City. La ciudad también fue uno de los primeros lugares en idaho actual para recibir servicio eléctrico y telefónico. Junto con idaho city en la cuenca de Boise, estas áreas mineras aceleraron el crecimiento de la capital de Boise como un punto de escenificación y suministro.
Las minas de venas de placer y cuarzo se agotaron alrededor de la época en que Idaho se convirtió en un estado en 1890. Debido en parte a su ubicación extremadamente remota, Silver City comenzó un lento declive, pero nunca fue completamente abandonado. La minería a pequeña escala continuó hasta la Segunda Guerra Mundial; la última mina que se operó durante todo el año en Silver City fue la "Potosí", dirigida por Ned Williams. En la década de 1940, sólo había un residente permanente, Willie Hawes (1876-1968), que nació en la ciudad y era su alcalde, jefe de policía, jefe de bomberos, cartero, etc.
El Idaho Hotel en Silver City fue restaurado y reabierto para turistas en 1972. Se basa en el uso de neveras y estufas de propano con el fin de suministrar bebidas frías y aperitivos o una comida completa a los huéspedes durante los meses de verano. Las habitaciones están equipadas con fontanería cubierta y están decoradas con antigüedades, lo que la convierte en un destino turístico.
En 1972, el pueblo y sus alrededores fueron inscritos en el Registro Nacional de Lugares Históricos como un distrito histórico, el Distrito Histórico de Silver City, con un área total de 10 240 acres (16,0 mi²; 41,4 km²)).

## Geografía
Silver City se encuentra a una altitud de 6179 pies (1883 m) sobre el nivel del mar. Se encuentra a 25 millas (40 km) al suroeste de Murphy (elev. 2820 pies (860 m), el actual asiento del condado, a través de un camino de tierra.